# Pedro I de Borbón
Pedro I de Borbón (1311-Poitiers; 19 de septiembre de 1356), noble francés, hijo de Luis I de Borbón y María de Henao. Era descendiente por línea masculina del rey Luis IX de Francia.

## Biografía
A la muerte de su padre, Luis I de Borbón, en 1342, recibió los títulos de conde de Clermont, conde de La Marche y fue nombrado segundo duque de Borbón. Siempre se habló de su débil salud mental, que fue probablemente hereditaria.
Hizo su debut en 1341 bajo las órdenes del duque de Normandía, el futuro rey Juan II de Francia y luchó en Bretaña, durante casi toda la Guerra de Sucesión, permitiendo al pretendiente francés, Carlos de Blois, tomar posesión del ducado.
En agosto de 1343, él y el delfín de Viennois, fueron los embajadores franceses en una conferencia de paz en Aviñón, pero las negociaciones fueron infructuosas ya que el rey Eduardo III de Inglaterra se negó a enviar algún representante.
En 1346, luchó en la Batalla de Crécy, donde fue herido. En 1355, fue enviado a Languedoc con el título de teniente general del rey, cumpliendo con éxito su misión. En 1356, luchó en la Batalla de Poitiers, donde finalmente fue asesinado.

## Descendencia
Pedro contrajo matrimonio con Isabel de Valois, hija de Carlos de Valois, por tanto hermana del rey Felipe VI de Francia. De esta unión nacieron siete hijas y un hijo:
- Luis de Borbón (1337-1410), conde de Clermont y duque de Borbón.
- Juana de Borbón (1338-1378), esposa del rey Carlos V de Francia.
- Blanca de Borbón (1339-1361), esposa del rey Pedro I de Castilla.
- Bona de Borbón (1341-1402), esposa del duque Amadeo VI de Saboya.
- Catalina de Borbón (1342-1427), esposa del conde Juan VI de Harcourt.
- Margarita de Borbón (1344-1416), esposa del conde Arnaud-Amanieu de Albret.
- Isabel de Borbón (1345)
- María de Borbón (1347-1401), Prioresa de Poissy

## Muerte
Pedro murió en Poitiers el 19 de septiembre de 1356. A su muerte, el condado de La Marche pasó a manos de su hermano Jaime y el condado de Clermont junto al ducado de Borbón pasaron a su hijo Luis.